# NGC 160
NGC 160 ist eine linsenförmige Ringgalaxie vom Hubble-Typ (R)S0/a im Sternbild Andromeda am Nordsternhimmel. Sie ist schätzungsweise 242 Millionen Lichtjahre von der Milchstraße entfernt und hat einen Durchmesser von etwa 160.000 Lichtjahren. 

Im selben Himmelsareal befinden sich u. a. die Galaxien NGC 169, IC 1559, PGC 2148, PGC 212552.
Das Objekt wurde am 5. Dezember 1785 von Wilhelm Herschel entdeckt.